# Посетители (сериал, 2009)
„Посетители“ (на английски: V) е американски научнофантастичен сериал, римейк на минисериала със същото име, с изпълнителни продуценти Скот Питърс, който е създател на „4400“, Джейс Хол, Стив Пърлман и Джефри Бел. Излъчването му е от 3 ноември 2009 г. до 15 март 2011 г. по ABC. През месец май 2011 г. е прекратен, но започна фенска кампания „Проект Алис“ с петиция към Warner Bros. да поднови сериала по друг канал.

## Главен сюжет
Внимание:  Текстът по-долу разкрива сюжета на произведението (или части от него)!
Огромни космически кораби се появяват над 29 големи града в света. Ана, една от тях, убеждава човечеството, че идват с мир и желаят да опознаят нашия свят. В същото време Ерика, обикновен човек, агент на ФБР, открива малка група от хора, която не вярва на Посетителите и научава, че това тяхно представяне е последната фаза от плана им да завладеят света. Синът на Ерика, Тайлър, се влюбва в Лиса, една от Посетителите.

## Епизоди
Вижте: Списък с епизоди на Посетители

## Излъчване в други страни
| Страна         | Канал          | Дата на премиера    |
| -------------- | -------------- | ------------------- |
| Канада         | CTV            | 3 ноември 2009 г.   |
| Ирландия       | TV3            | 5 ноември 2009 г.   |
| Сингапур       | Mio TV         | 4 ноември 2009 г.   |
| България       | bTV Cinema     | 29 декември 2011 г. |
| Норвегия       | Canal+         | януари 2010 г. г.   |
| Великобритания | Sci Fi Channel | януари 2010 г.      |
| Испания        | TNT            | 27 декември 2009 г. |
| Галисия        | TVG            | 15 юни 2010 г.      |

## Актьорски състав
- Елизабет Мичъл – Ерика Евънс
- Морис Честнът – Райън Никълс
- Джоел Греч – Отец Джак
- Лурдес Бенедикто – Валери Стивънс
- Лоуган Хъфман – Тайлър Евънс
- Морена Бакарин – Ана
- Лаура Вандервурт – Лиса
- Скот Улф – Чад Декър

## „Посетители“ в България
В България сериалът започва на 29 декември 2011 г. по bTV Cinema, всеки делничен ден от 18:00 с повторение от 13:00. Първи сезон завършва на 13 януари. На 29 август 2012 г. започва повторно излъчване на първи сезон с разписание, всеки делник от 10:00 с повторение от 19:00 и завършва на 12 септември. На 13 септември 2012 за трети път започва първи сезон, този път с разписание всеки делник от 20:00 с повторение от 01:00. След края на повторението на първи сезон на 1 октомври 2012 започва втори сезон, всеки делник от 20:00 часа и завършва на 12 октомври. Ролите се озвучават от артистите Биляна Петринска в първи сезон, Радосвета Василева във втори, Даниела Сладунова, Николай Николов, Димитър Иванчев и Георги Георгиев-Гого.